# Bing Shopping
 (juin 2009).
Si vous disposez d'ouvrages ou d'articles de référence ou si vous connaissez des sites web de qualité traitant du thème abordé ici, merci de compléter l'article en donnant les références utiles à sa vérifiabilité et en les liant à la section « Notes et références ».
 (août 2015).

Microsoft Bing

Bing Shopping (anciennement Windows Live Shopping et MSN Shopping) est un service de recherche de produits en ligne proposé par Microsoft Bing. Il permet aux utilisateurs de rechercher des produits en ligne, de les comparer et de les acheter directement auprès des détaillants en ligne. Les utilisateurs peuvent également filtrer les résultats de recherche en fonction de leur emplacement, de la disponibilité des produits et des prix.
Ce service de Microsoft s'est inscrit au départ dans l'ensemble Windows Live et a remplacé MSN Shopping. Il est du même style que Google Shopping, le service concurrent par Google.